# Campionato asiatico e oceaniano femminile di pallavolo 2005
Il XIII campionato asiatico e oceaniano femminile di pallavolo si è svolto dal 1º all'8 settembre 2005 a Taicang, in Cina. Al torneo hanno partecipato 12 squadre nazionali asiatiche ed oceaniane e la vittoria finale è andata per l'undicesima volta, la decima consecutiva, alla Cina.

## Gironi
| Girone A                                                      | Girone B                                                     |
| ------------------------------------------------------------- | ------------------------------------------------------------ |
| Cina Corea del Nord Filippine Hong Kong Kazakistan Thailandia | Australia Corea del Sud Giappone India Taipei cinese Vietnam |

## Fase finale

### Finali 1º - 3º posto
|  | Quarti         | Quarti        |            |               | Semifinale         | Semifinale         |  |  | Finale 1º/2º posto | Finale 1º/2º posto |
|  |                |               |            |               |                    |                    |  |  |                    |                    |
|  |                |               |            |               |                    |                    |  |  |                    |                    |
|  |                |               |            |               |                    |                    |  |  |                    |                    |
|  | Cina           | 3             |            |               |                    |                    |  |  |                    |                    |
|  | Cina           | 3             |            |               |                    |                    |  |  |                    |                    |
|  | Vietnam        | 0             |            |               |                    |                    |  |  |                    |                    |
|  | Vietnam        | 0             | Cina       | 3             |                    |                    |  |  |                    |                    |
|  |                |               | Cina       | 3             |                    |                    |  |  |                    |                    |
|  |                | Corea del Sud | 0          |               |                    |                    |  |  |                    |                    |
|  | Corea del Sud  | Corea del Sud | 0          | 3             |                    |                    |  |  |                    |                    |
|  | Corea del Sud  |               |            | 3             |                    |                    |  |  |                    |                    |
|  | Thailandia     | 2             |            |               |                    |                    |  |  |                    |                    |
|  | Thailandia     | 2             | Cina       | 3             |                    |                    |  |  |                    |                    |
|  |                |               | Cina       | 3             |                    |                    |  |  |                    |                    |
|  |                | Kazakistan    | 0          |               |                    |                    |  |  |                    |                    |
|  | Kazakistan     | Kazakistan    | 0          | 3             |                    |                    |  |  |                    |                    |
|  | Kazakistan     |               |            | 3             |                    |                    |  |  |                    |                    |
|  | Taipei cinese  | 1             |            |               |                    |                    |  |  |                    |                    |
|  | Taipei cinese  | 1             | Kazakistan | 3             | Finale 3º/4º posto | Finale 3º/4º posto |  |  |                    |                    |
|  |                |               | Kazakistan | 3             | Finale 3º/4º posto | Finale 3º/4º posto |  |  |                    |                    |
|  |                | Giappone      | 2          |               |                    |                    |  |  |                    |                    |
|  | Giappone       | Giappone      | 2          | 3             | Giappone           | 3                  |  |  |                    |                    |
|  | Giappone       |               |            | 3             | Giappone           | 3                  |  |  |                    |                    |
|  | Corea del Nord | 0             |            | Corea del Sud | 0                  |                    |  |  |                    |                    |
|  | Corea del Nord | 0             |            |               | 0                  |                    |  |  |                    |                    |
|  |                |               |            |               |                    |                    |  |  |                    |                    |
|  |                |               |            |               |                    |                    |  |  |                    |                    |

### Finali 5º - 7º posto
|  | 5º posto - 8º posto | 5º posto - 8º posto | 5º posto - 8º posto |            |               | Finale 5º/6º posto | Finale 5º/6º posto | Finale 5º/6º posto |  |
|  |                     |                     |                     |            |               |                    |                    |                    |  |
|  | Thailandia          | Thailandia          | 3                   |            |               |                    |                    |                    |  |
|  | Thailandia          | Thailandia          | 3                   |            |               |                    |                    |                    |  |
|  | Vietnam             | Vietnam             | 0                   |            |               |                    |                    |                    |  |
|  | Vietnam             | Vietnam             | 0                   |            | Taipei cinese | Taipei cinese      | 3                  |                    |  |
|  |                     |                     |                     |            | Taipei cinese | Taipei cinese      | 3                  |                    |  |
|  |                     |                     | Thailandia          | Thailandia | 0             |                    |                    |                    |  |
|  | Taipei cinese       | Taipei cinese       | Thailandia          | Thailandia | 0             | 3                  |                    |                    |  |
|  | Taipei cinese       | Taipei cinese       |                     |            |               | 3                  |                    |                    |  |
|  | Corea del Nord      | Corea del Nord      | 1                   |            |               | Finale 7º/8º posto | Finale 7º/8º posto | Finale 7º/8º posto |  |
|  | Corea del Nord      | Corea del Nord      | 1                   |            |               |                    |                    |                    |  |
|  |                     |                     |                     |            |               |                    |                    |                    |  |
|  |                     |                     |                     |            |               | Corea del Nord     | Corea del Nord     | 3                  |  |
|  |                     |                     |                     |            |               | Corea del Nord     | Corea del Nord     | 3                  |  |
|  |                     |                     |                     |            |               | Vietnam            | Vietnam            | 0                  |  |

### Finali 9º - 11º posto
|  | 9º posto - 12º posto | 9º posto - 12º posto | 9º posto - 12º posto |           |           | Finale 9º/10º posto  | Finale 9º/10º posto  | Finale 9º/10º posto  |  |
|  |                      |                      |                      |           |           |                      |                      |                      |  |
|  | Filippine            | Filippine            | 3                    |           |           |                      |                      |                      |  |
|  | Filippine            | Filippine            | 3                    |           |           |                      |                      |                      |  |
|  | India                | India                | 1                    |           |           |                      |                      |                      |  |
|  | India                | India                | 1                    |           | Filippine | Filippine            | 3                    |                      |  |
|  |                      |                      |                      |           | Filippine | Filippine            | 3                    |                      |  |
|  |                      |                      | Australia            | Australia | 0         |                      |                      |                      |  |
|  | Australia            | Australia            | Australia            | Australia | 0         | 3                    |                      |                      |  |
|  | Australia            | Australia            |                      |           |           | 3                    |                      |                      |  |
|  | Hong Kong            | Hong Kong            | 1                    |           |           | Finale 11º/12º posto | Finale 11º/12º posto | Finale 11º/12º posto |  |
|  | Hong Kong            | Hong Kong            | 1                    |           |           |                      |                      |                      |  |
|  |                      |                      |                      |           |           |                      |                      |                      |  |
|  |                      |                      |                      |           |           | India                | India                | 3                    |  |
|  |                      |                      |                      |           |           | India                | India                | 3                    |  |
|  |                      |                      |                      |           |           | Hong Kong            | Hong Kong            | 1                    |  |

## Classifica finale
| Classifica | Squadre        | Qualificazione           |
| ---------- | -------------- | ------------------------ |
|            | Cina           | Grand Champions Cup 2005 |
|            | Kazakistan     |                          |
|            | Giappone       |                          |
| 4          | Corea del Sud  |                          |
| 5          | Taipei cinese  |                          |
| 6          | Thailandia     |                          |
| 7          | Corea del Nord |                          |
| 8          | Vietnam        |                          |
| 9          | Filippine      |                          |
| 10         | Australia      |                          |
| 11         | India          |                          |
| 12         | Hong Kong      |                          |